# Josmer Volmy Altidore
Josmer Volmy Altidore és un futbolista estatunidenc d'ascendència haitiana nascut a la ciutat de Livingston (Nova Jersey) el 6 de novembre de 1989. Actualment juga a l'AZ Alkmaar.

## Biografia
Té nacionalitat estatunidenca, encara que la seva família és d'ascendència haitiana. Quan era petit, els seus pares es traslladaren a Nova York, així entrà a formar part de les categories inferiors del Red Bull New York. En aquest club fou progressant a poc a poc, i debutà molt jove, amb tan sols 16 anys. Poc després es convertí en el jugador més jove en marcar un gol en la MLS, superava, tan sols 337 dies després, l'antic rècord de Freddy Adu. En la temporada 2006 jugà 9 partits, 5 d'ells de titular, i aconseguí marcar 4 gols. En la temporada 2007 jugà 24 partits (17 com a titular) i marcà 9 gols, a més de donar 4 assistències. Aquests bons números, feren que el seleccionador nacional es fixara en ell per a convocar-lo amb la selecció absoluta.
Amb aquestes estadístiques alguns clubs europeus com el Reial Madrid es fixaren amb ell però el conjunt 'merengue' descartà el fitxatge i un altre equip espanyol, el Vila-real CF, acordà el fitxatge del Toro Altidore amb el Red Bull New York per $8 milions, el 4 de juny de 2008.
Jozy Altidore s'estrenà a la lliga espanyola com a golejador en el partit del Athletic Club de Bilbao - Vila-real CF en el qual, entrava substituint a Joseba Llorente i als 26 segons d'estar al terreny de joc marcà el primer gol amb el Vila-real i el primer gol d'un nord-americà a la lliga espanyola. L'equip de la Plana guanyà aquell partit per 1-4.

### Internacional
Ha sigut internacional Sub-17 i Sub-20, destacant en el Mundial Sub-20 de 2007 en marcar 4 gols, superant així al seu company i estrella de la seva selecció, Freddy Adu. Aquests 4 gols li serviren per a ser el tercer màxim golejador del campionat.
El 9 de novembre de 2007, debutà amb la selecció de futbol dels Estats Units en un partit oficial contra Sud-àfrica, sols tres dies després de complir 18 anys. El 6 de febrer de 2008, Alitidore jugà el seu primer partit internacional com a titular davant la selecció de futbol de Mèxic.
El 2008 jugà les olimpíades de Pequín però la seva selecció va ser eliminada al no passar la fase de lligueta.

#### Gols com a internacional
Llista dels gols marcats per Jozy Altidore jugant pels Estats Units.
| Gol | Data                   | Localització                                                    | Oponent           | Gol marcat | Resultat | Competició                                  |
| --- | ---------------------- | --------------------------------------------------------------- | ----------------- | ---------- | -------- | ------------------------------------------- |
| 1.  | 6 de febrer de 2008    | Reliant Stadium, Houston, Texas, Estats Units                   | Mèxic             | 2–1        | 2–2      | Amistós                                     |
| 2.  | 10 de setembre de 2008 | RFK Stadium, Washington, DC, Estats Units                       | Cuba              | 5–1        | 6–1      | Classificació per a la Copa del Món de 2010 |
| 3.  | 28 de març de 2009     | Estadio Cuscatlán, San Salvador, El Salvador                    | El Salvador       | 1–2        | 2–2      | Classificació per a la Copa del Món de 2010 |
| 4.  | 1 d'abril de 2009      | LP Field, Nashville, Tennessee, Estats Units                    | Trinitat i Tobago | 1–0        | 3–0      | Classificació per a la Copa del Món de 2010 |
| 5.  | 1 d'abril de 2009      | LP Field, Nashville, Tennessee, Estats Units                    | Trinitat i Tobago | 2–0        | 3–0      | Classificació per a la Copa del Món de 2010 |
| 6.  | 1 d'abril de 2009      | LP Field, Nashville, Tennessee, Estats Units                    | Trinitat i Tobago | 3–0        | 3–0      | Classificació per a la Copa del Món de 2010 |
| 7.  | 24 de juny de 2009     | Free State Stadium, Bloemfontein, Sud-àfrica                    | Espanya           | 1–0        | 2–0      | Copa Confederacions 2009                    |
| 8.  | 5 de setembre de 2009  | Rio Tinto Stadium, Sandy, Utah, Estats Units                    | El Salvador       | 2–1        | 2–1      | Classificació per a la Copa del Món de 2010 |
| 9.  | 29 de maig de 2010     | Lincoln Financial Field, Filadèlfia, Pennsilvània, Estats Units | Turquia           | 1–1        | 2–1      | Amistós                                     |
| 10. | 9 d'octubre de 2010    | Soldier Field, Chicago, Illinois, Estats Units                  | Polònia           | 1–0        | 2–2      | Amistós                                     |
| 11. | 7 de juny de 2011      | Ford Field, Detroit, Michigan, Estats Units                     | Canadà            | 1–0        | 2–0      | Copa d'Or de la CONCACAF de 2011            |
| 12. | 14 de juny de 2011     | Livestrong Sporting Park, Kansas City, Kansas, Estats Units     | Guadeloupe        | 1–0        | 1–0      | Copa d'Or de la CONCACAF de 2011            |